# 蕭光偉

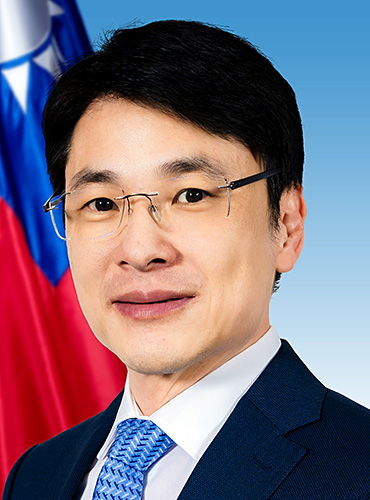
外交部刊登肖像照

蕭光偉，中華民國外交官、政府官員。

## 學歷
- 國立政治大學外交學系學士、碩士[1]
- 外交領事人員第35期結訓[2]

## 經歷
- 外交部國際組織司亞太經濟合作小組科員（2002年1月—2002年8月）
- 駐亞特蘭大臺北經濟文化辦事處主事（2002年8月—2003年6月）
- 外交部人事處一科薦任科員（2003年6月—2004年2月）
- 外交部國際組織司亞太經濟合作小組薦任科員（2004年2月—2006年7月）
- 駐邁阿密臺北經濟文化辦事處秘書（2006年7月—2010年1月）
- 驻新加坡台北代表处三等秘書、二等秘書（2010年1月—2012年7月）
- 外交部亞東太平洋司東南亞科秘書回部辦事（2012年7月—2012年9月）
- 外交部亞東太平洋司東南亞科專員（2012年9月—2012年11月）
- 外交部國際組織司亞太經濟合作科專員（2012年11月—2013年1月）
- 外交部國際組織司亞太經濟合作科科長（2013年1月—2015年1月）
- 外交部國際組織司財金組織及國際合作科科長（2015年1月—2016年1月）
- 駐奧地利台北經濟文化代表處一等秘書（2016年1月—2018年1月）
- 駐奧地利臺北經濟文化代表處副參事（2018年1月—2022年2月）
- 外交部國際傳播司簡任秘書（2022年2月—2022年9月）
- 外交部公眾外交協調會副執行長兼外交部副發言人（2022年9月—2024年12月）
- 外交部公眾外交協調會執行長兼外交部發言人（2024年12月27日—）

## 軼事
蕭光偉沒有取英文名，面對外國媒體以拼音名「Hsiao Kuangwei」署名，在歷任外交部發言人中屬罕見。
| 中華民國政府職務 | 中華民國政府職務                                      | 中華民國政府職務 |
| ---------------- | ----------------------------------------------------- | ---------------- |
| 前任： 劉永健    | 外交部公眾外交協調會執行長兼外交部發言人 2024年12月－ | 繼任： '         |